# Mathilde Chèvre
Pour les articles homonymes, voir Chèvre (homonymie).
Mathilde Chèvre, née le 8 août 1972 à Rodez, est une éditrice, illustratrice et traductrice française.
En 2001 à Marseille, elle fonde la maison d’édition Le Port a jauni دار الميناء الاصفر dont la ligne éditoriale est la création et l'adaptation de livres bilingues pour la jeunesse, en français/arabe.

## Biographie
Née en 1972, Mathilde Chèvre (ar) ماتيلد شيفر fait ses premiers pas dans un milieu arabophone à Bougara, une ville d'Algérie dans laquelle ses parents vivent de l’agriculture pendant la réforme agraire, une politique qui reprend les terres à leurs propriétaires pour les redistribuer aux paysans qui dès lors peuvent les cultiver. Là-bas, elle s'imprègne de la musique de la langue puis retourne grandir en Cerdagne, un petit coin des Pyrénées orientales.
À vingt ans, elle pose ses valises au Caire en Égypte et y apprend à parler arabe, en commençant par les rubaiyat en dialecte égyptien du poète Salah Jahin (en) (ar) صلاح جاهين, un des premiers à avoir écrit en langue parlée mais avec la profondeur de l’arabe littéraire.
En 1999, elle est auteure indépendante pour les éditions Flammarion (Plume, Arthaud) et illustratrice d’albums pour la jeunesse. Elle fonde en 2001, la maison d’édition Le port a jauni qui publie, à ses débuts, quelques ouvrages à la suite d'ateliers pour enfants. Le premier projet élaboré autour d'une thématique commune avec des enfants est : « Dans la rue, j’ai vu... ». Des ateliers ont eu lieu à Casablanca, à Diyarbakir, au Caire, à Arles, à Marseille, à l'issue desquels les textes des enfants ont été regroupés dans une publication. Progressivement, la maison se spécialise dans l’édition bilingue en français et en arabe de livres qui, parfois, se lisent dans tous les sens ou comme des palindromes. Nombre d'ouvrages du Port à jauni sont des achats de droits d’albums publiés dans les pays arabes, traduits et adaptés pour être bilingues, le reste étant des créations, parfois avec des auteurs et illustrateurs arabes rencontrés à l’occasion de sa thèse.
Elle rédige, en 2007, une thèse publiée, en 2015, sous le titre Le poussin n'est pas un chien, quarante ans de création arabe en littérature pour la jeunesse, reflet et projet de société (Égypte, Syrie, Liban),. Elle y évoque 1967, la guerre des Six-jours, l'exode des Palestiniens chassés de leurs territoires, commémoré par le Jour de la naksa (ar) يوم النكسة, et l'engagement d'une génération d’intellectuels syriens, égyptiens et libanais dans l’écriture et l’illustration pour les enfants. Le poussin n'est pas un chien présente l’histoire et le paysage de l’édition pour la jeunesse – arabe – qui se développe dès les années 1970 et la quête identitaire dans la création, commune aux trois pays défaits.
Elle est enseignante au département d’Études Moyen-Orientales de l’université Aix-Marseille.

## Publications

### Traductions

#### Roman
- Mohamed Berrada ((ar) برّادة, محمّد) (trad. avec Mohamed Khounche), Loin du vacarme, Arles, Sindbad/Actes Sud,‎ 2019, 256 p. (ISBN 978-2-330-11799-3, présentation en ligne)
- Taleb Alrefai (en) ((ar) الرفاعي، طالب), Ici même, Actes Sud,‎ 2016, 160 p. (ISBN 978-2-330-05789-3)

- Mohamed Berrada (trad. avec Mohamed Khounche), Vies voisines, Arles, Sindbad/Actes Sud, 2013, 192 p. (ISBN 9782330014933, présentation en ligne)

#### Albums jeunesse
- Tahir Walid ((ar) وليد طاهر), Sept vies, Marseille, Port a jauni,‎ 2014 (ISBN 978-2-91951-111-2, présentation en ligne)
- Al-Murr Salah ((ar) صلاح المرّ), Abracadabra, Marseille, Port a jauni,‎ 2013 (ISBN 978-2-919511-05-1)
- Traboulsi Jana ((ar) جنى طرابلسي) et Ghandour Nahla ((ar) نهلة غندور), Elle et les autres, Marseille, Port a jauni,‎ 2012 (ISBN 978-2-91951-102-0)

### Autres publications

#### Ouvrages pour adultes
- Le poussin n'est pas un chien, Le Port a jauni, 2015, 203 p. (ISBN 978-2-35159-708-8, présentation en ligne)
- Histoires de mosquées - Recueil de témoignages  (avec Karim Abdoun et Asma al-Atyaoui), Strasbourg, Kalima, 2004, 203 p. (ISBN 978-2-91488-804-2)
- Tableaux de la vallée du Nil, Paris, Arthaud, 2000, 191 p. (ISBN 978-2-70031-293-5)
- Délices d’Orient  (avec Jean-Marie Del Moral), Paris, Plume, 2000, 157 p. (ISBN 978-2-84110-121-4)

#### Albums jeunesse
- Léa flottait, Marseille, Le port a jauni, 2014.
- Le baiser (ar) القُبلة, Marseille, Le port a jauni, 2014.
- Alifbata, ouvrage collectif, Marseille, Le port a jauni, 2011.
- Promenade en bord de mer no 1, avec Lena Merhej (ar) لينا مرهج, Marseille, Le port a jauni, 2010.
- La lettre d’amour, Marseille, Le port a jauni, 2009 (réédition en 2013).
- La maison de Sabah (texte et illustrations), Nîmes, Grandir, 2008.
- Le chant du berger (illustrations), avec Nathalie Bontemps, Marseille, Le port a jauni, 2008.
- La roue de Tarek (texte et illustrations), Marseille, Le port a jauni, 2007 (réédition en 2013)[14].
- Atlas d’Égypte (texte et illustrations), Nîmes, Grandir, 2006 (Turin, Giralangolo, pour l’édition italienne, 2007).
- Mirélé, avec Mélanie Arnal, Nîmes, Lirabelle, 2005.
- Le balayeur de poussière, Marseille, Le port a jauni, 2002 (réédition en 2013 ; Nîmes, Lirabelle, 2005 ; Le Caire, Dar al-Shorouk(ar) دار الشروق, pour l’édition arabe, 2007).